# エスキシェヒル県
エスキシェヒル県(エスキシェヒルけん、トルコ語: Eskişehir ili)は、トルコ中西部、中央アナトリア地方の県。エスキシェヒル大都市自治体とは同一の範囲である。北アナトリア断層の上にあり、地震の危険性が高い地域である。
県の大部分が中央アナトリア地方であるが、北部ミハルッチュク(Mihalıççık)、サルキャカヤ(Sarıcakaya)は黒海地方に属しており、ハン(Han)はアナトリアに属している。人口は72万人近くである。
エスキシェヒル県の歴史は古く、文化がたくさん残っている。エスキシェヒルオスマン大学と、トルコ最大のアナドル大学がありアナドル大学は幾つかの分校を持つ。

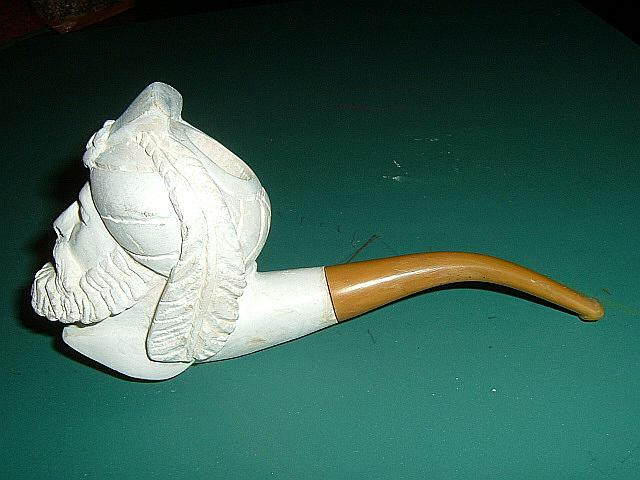
メシャムパイプ

また、この県の人々の識字率は非常に高く99%レベルである。多くの学校と軍事設備が街の周りにある。トルコの技術学生はエスキシェヒル大に集中している。インフラの問題は市電を引くことで緩和された。エスキシェヒルの家族の多くがコーカサス出身である。
エスキシェヒルはメシャムパイプの起源として知られており、芸の細かい彫刻と白く泡立ったような石で出来ていることで国際的に知られている。この石は海泡石と呼ばれ、トルコ語でリュレタシュ(lületaşı)として知られている。

## 下位自治体
- アルプ（Alpu）
- ベイリコヴァ（Beylikova）
- チフテレル（Çifteler）
- ギュンユジュ（Günyüzü）
- ハン（Han）
- イネニュ（İnönü）
- マフムディイェ（Mahmudiye）
- ミハルガズィ（Mihalgazi）
- ミハルッチュク（Mihalıççık）
- オドゥンパザル（Odunpazarı）
- サルジャカヤ（Sarıcakaya）
- セイトガズィ（Seyitgazi）
- スィヴリヒサール（Sivrihisar）
- テペバシュ（Tepebaşı）